# Kouka
Kouka este un oraș din departamentul Boulgou, Burkina Faso.